# Cadagua

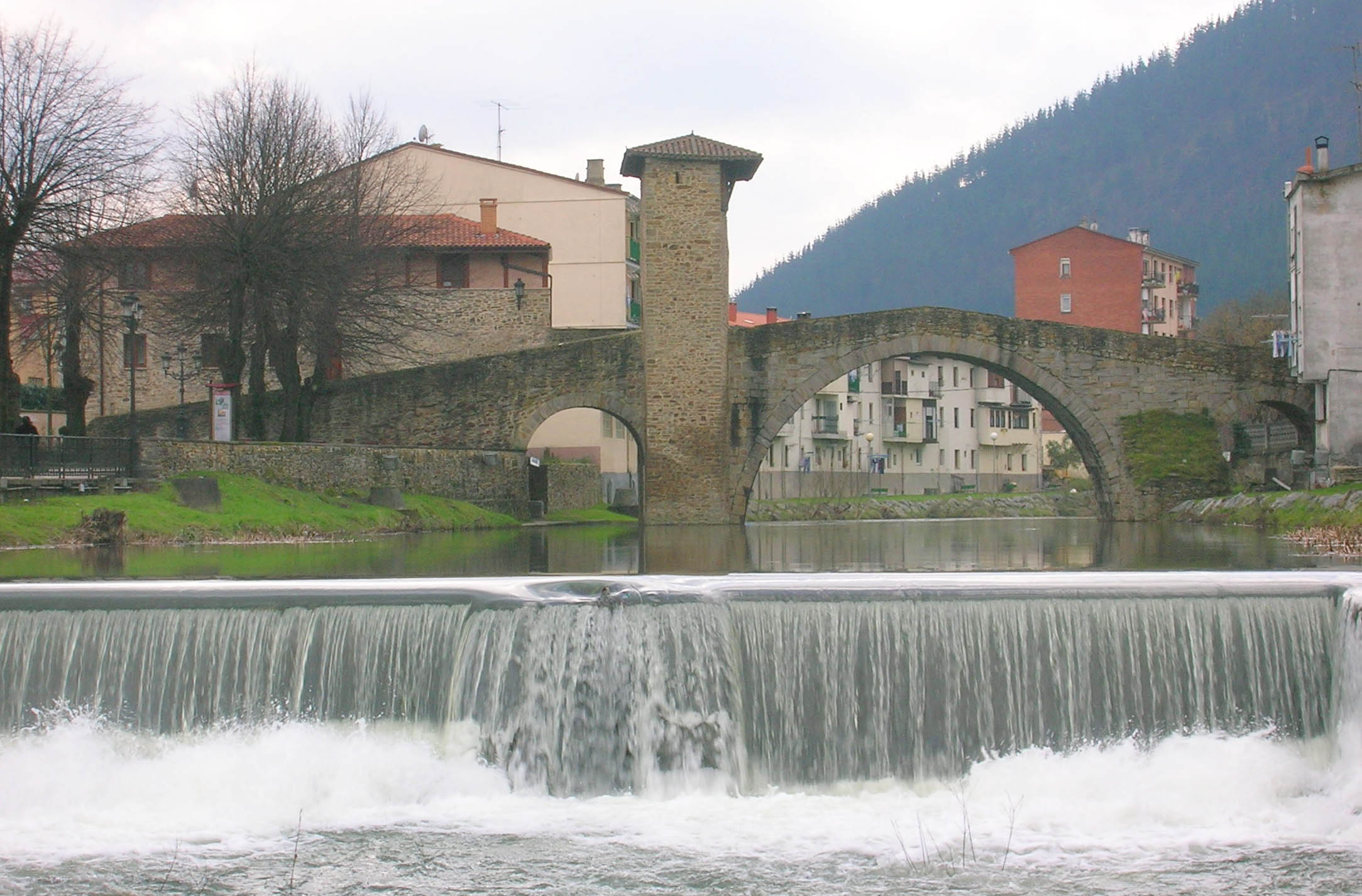
De Kadagua bij Balmaseda

De Cadagua (in het Spaans) of Kadagua (in het Baskisch) is een rivier in het noorden van Spanje met een lengte van 70 kilometer. De rivier ontspringt in het Cantabrisch Gebergte bij het plaatsje Cadagua in de gemeente Valle de Mena (provincie Burgos) en stroomt in noordelijke richting door de provincie Biskaje, onder meer langs Balmaseda om een paar kilometer ten noorden van Bilbao uit te monden in de Ría de Bilbao.
De metersporige spoorlijn van Bilbao naar Leon van de FEVE is grotendeels parallel aan de rivier en bedient veel lokale stations.

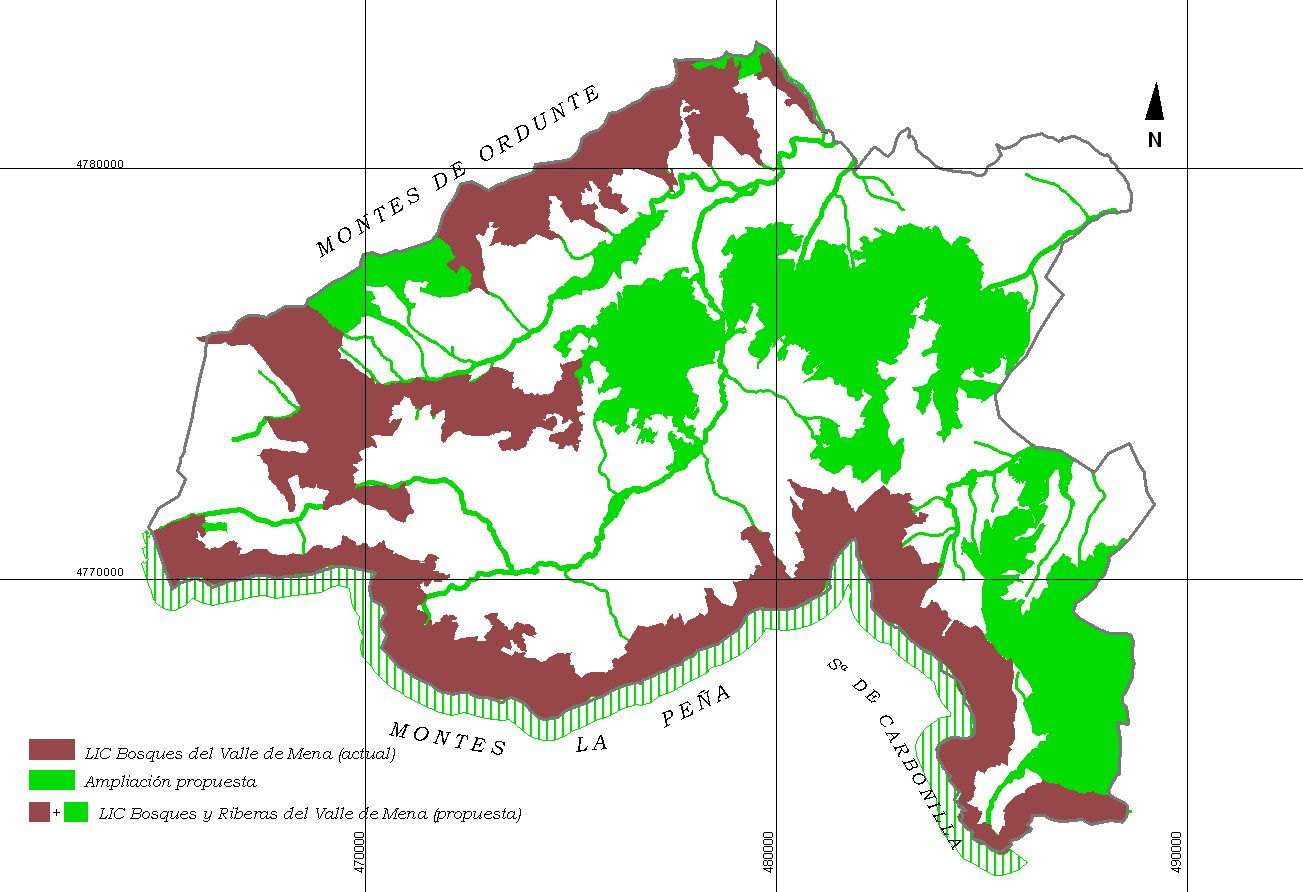
De bovenvallei van de rivier

- Virtual International Authority File: 26144647638192521761